# Isla del Tesoro
Isla del Tesoro (también escrito simplemente como Isla Tesoro) es una de las islas que forman parte del Archipiélago de Corales del Rosario, en la costa norte (Mar Caribe) del país suramericano de Colombia, que administrativamente hace parte del Departamento de Bolívar y se localiza en las coordenadas geográficas 10°14′05″N 75°44′19″O / 10.23472, -75.73861 al oeste de la Punta Gigantes (en el continente), al norte de la isla Grande y al noreste de la Isla Rosario, a unos 653 kilómetros al norte de la ciudad capital del país, Bogotá.